# Juan Córdoba
Juan José Córdoba Zapata (Medellín, 11 luglio 2003) è un calciatore colombiano, attaccante della Dinamo Zagabria.

## Caratteristiche tecniche
Gioca come ala destra.

## Carriera
Córdoba è cresciuto nel settore giovanile del Deportivo Cali ed ha debuttato in prima squadra il 21 novembre 2021 nell'incontro di Categoría Primera A pareggiato 0-0 contro l'Once Caldas. Nel 2022 è stato ceduto in prestito al Fortaleza C.E.I.F. in Categoría Primera B, dove ha disputato 13 partite.
Rientrato a Cali nel gennaio del 2023, ha iniziato a giocare con maggior frequenza ed il 15 settembre ha segnato il suo primo gol decidendo l'incontro di campionato vinto 1-0 contro l'Atlético Huila. Nel 2024 si è consacrato fra i titolari del club biancoverde, dove ha segnato 6 gol in 22 partite.
Il 9 agosto 2024 è stato acquistato a titolo definitivo dalla Dinamo Zagabria.

## Statistiche

### Presenze e reti nei club
Statistiche aggiornate al 7 agosto 2024.
| Stagione        | Squadra            | Campionato      | Campionato | Campionato | Coppe nazionali | Coppe nazionali | Coppe nazionali | Coppe continentali | Coppe continentali | Coppe continentali | Altre coppe | Altre coppe | Altre coppe | Totale | Totale | Totale |
| Stagione        | Squadra            | Comp            | Pres       | Reti       | Comp            | Pres            | Reti            | Comp               | Pres               | Reti               | Comp        | Pres        | Reti        | Pres   | Reti   |        |
| --------------- | ------------------ | --------------- | ---------- | ---------- | --------------- | --------------- | --------------- | ------------------ | ------------------ | ------------------ | ----------- | ----------- | ----------- | ------ | ------ | ------ |
| 2021            | Deportivo Cali     | A               | 1          | 0          | CC              | 0               | 0               |                    | -                  | -                  |             | -           | -           | 1      | 0      |        |
| 2022            | Fortaleza C.E.I.F. | B               | 13         | 0          | CC              | 1               | 0               |                    | -                  | -                  |             | -           | -           | 14     | 0      |        |
| 2023            | Deportivo Cali     | A               | 20         | 1          | CC              | 4               | 0               |                    | -                  | -                  |             | -           | -           | 24     | 1      |        |
| 2024            | Deportivo Cali     | A               | 22         | 6          | CC              | 0               | 0               |                    | -                  | -                  |             | -           | -           | 22     | 6      |        |
| Totale carriera | Totale carriera    | Totale carriera | 56         | 7          |                 | 5               | 0               |                    | 0                  | 0                  |             | -           | -           | 61     | 7      |        |

## Palmarès

### Club

#### Competizioni nazionali
- Categoría Primera A: 1

Deportivo Cali: 2021 (Clausura)